# اسب وحشی
اسب وحشی (نام علمی: Equus ferus) نام یک گونه از سرده اسب‌ها است.

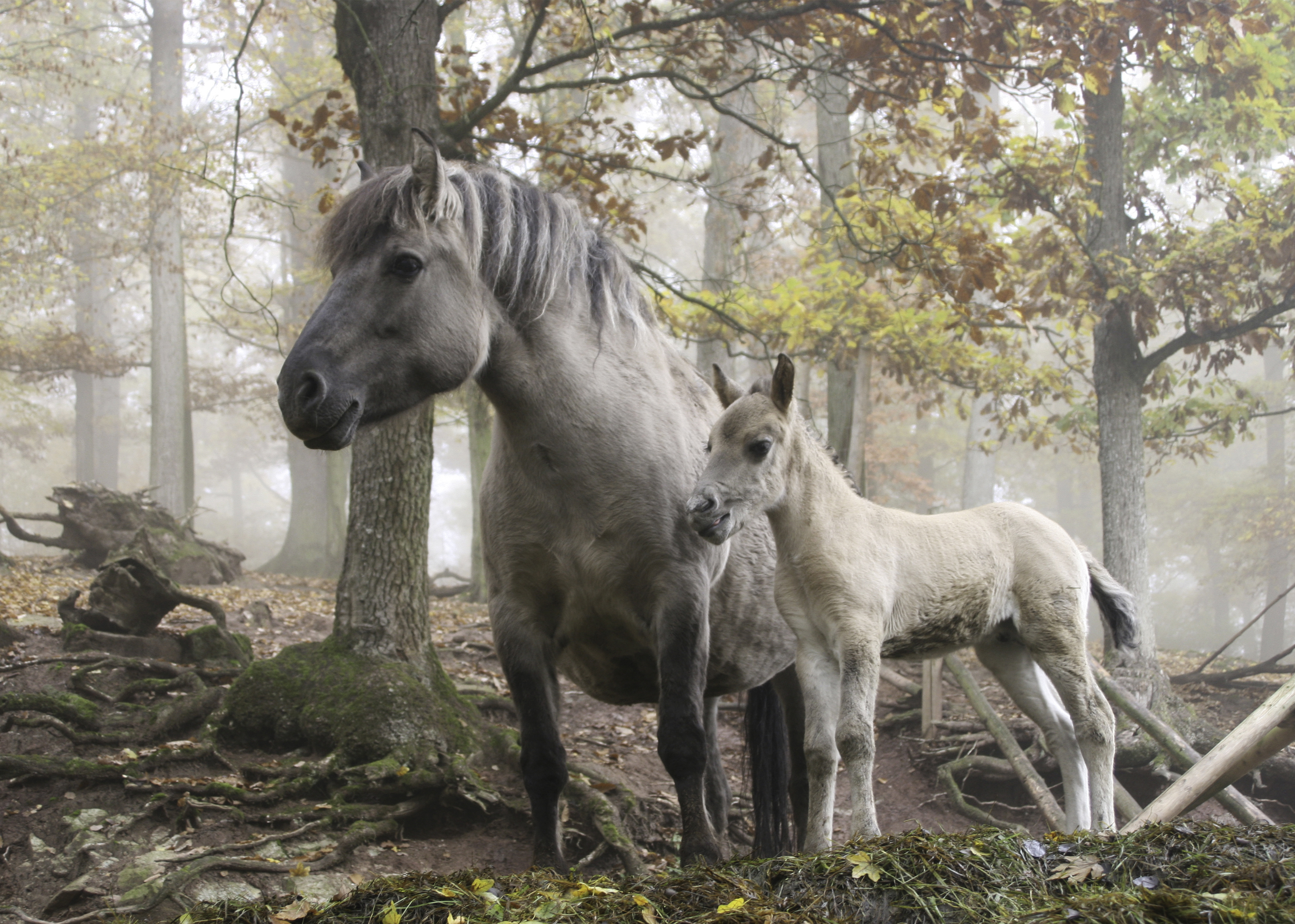
۱۵۰